# Dragnet (1967)
Dragnet is een Amerikaanse dramaserie die op de Amerikaanse tv werd uitgezonden van 1967 tot 1970.
Politie detective Sgt. Joe Friday en zijn partners onderzoeken misdaden in Los Angeles.

## Rolverdeling
| Acteur         | Personage           |
| -------------- | ------------------- |
| Don Ross       | Carl Freeman        |
| Clark Howat    | Captain Al Trembly  |
| Harry Morgan   | Officer Bill Gannon |
| Jack Webb      | Sgt. Joe Friday     |
| Art Balinger   | Captain Brown       |
| Alfred Shelly  | Sergeant Al Vietti  |
| Art Gilmore    | Captain Mert Howe   |
| Virginia Gregg | Ada Beale           |
| Bert Holland   | Alexander Middleton |
| Howard Culver  | Dr. Harper          |
| Ed Deemer      | Attendant           |